# Jack Black (spisovatel)
Jack Black (1871 – 1932?) byl hobo a zloděj. Narodil se v New Westminsteru v Kanadě, ale vyrůstal ve Spojených státech. Třicet let se toulal po USA a Kanadě a živil se krádežemi, přibližně polovinu té doby strávil v různých věznicích. Proslavil se poté, co dráhu zločince opustil a napsal knihu vzpomínek You Can't Win (1926; česky Nemáte šanci, 2013), která se stala bestsellerem. Jeho skutečné jméno je neznámé; svou knihu vydal pod jménem Jack Black. Kniha do značné míry ovlivnila spisovatele Williama Sewarda Burroughse, který ji poprvé četl v mládí a k pozdějšímu vydání napsal předmluvu. V roce 1932 zmizel; má se za to, že spáchal sebevraždu utonutím. Přestože převážnou část života strávil v USA, zůstával britským občanem.